# Noah Sahsah
Noah Donovan Sahsah (Copenhague, Dinamarca, 8 de julio de 2005) es un futbolista danés que juega como delantero en el Rosenborg Ballklub de la Eliteserien.

## Trayectoria
Tras formar parte de la cantera del Copenhague desde los seis años, Noah Sahsah debutó como profesional con el primer equipo el 17 de marzo de 2022. Sustituyó a Roony Bardghji en el minuto 75 del partido de vuelta de octavos de final de la Liga Europa Conferencia de la UEFA contra el PSV Eindhoven, una derrota en casa que supondría la eliminación del club de la competición.

## Selección nacional
Nacido en Dinamarca, es de ascendencia marroquí. Es internacional juvenil con Dinamarca, habiendo participado en la Eurocopa sub-17 con su selección en 2022.

## Estadísticas

### Clubes
Actualizado al último partido disputado el 9 de noviembre de 2022.
| Club                       | Div.          | Temporada     | Liga  | Liga  | Liga   | Copas nacionales | Copas nacionales | Copas nacionales | Copas internacionales | Copas internacionales | Copas internacionales | Total | Total | Total  |
| Club                       | Div.          | Temporada     | Part. | Goles | Asist. | Part.            | Goles            | Asist.           | Part.                 | Goles                 | Asist.                | Part. | Goles | Asist. |
| -------------------------- | ------------- | ------------- | ----- | ----- | ------ | ---------------- | ---------------- | ---------------- | --------------------- | --------------------- | --------------------- | ----- | ----- | ------ |
| F. C. Copenhague Dinamarca | 1.ª           | 2021-22       | 0     | 0     | 0      | 0                | 0                | 0                | 1                     | 0                     | 0                     | 1     | 0     | 0      |
| F. C. Copenhague Dinamarca | 1.ª           | 2022-23       | 0     | 0     | 0      | 1                | 0                | 0                | 0                     | 0                     | 0                     | 1     | 0     | 0      |
| F. C. Copenhague Dinamarca | 1.ª           | 2023-24       | 0     | 0     | 0      | 0                | 0                | 0                | 0                     | 0                     | 0                     | 0     | 0     | 0      |
| F. C. Copenhague Dinamarca | Total club    | Total club    | 0     | 0     | 0      | 1                | 0                | 0                | 1                     | 0                     | 0                     | 2     | 0     | 0      |
| Total carrera              | Total carrera | Total carrera | 0     | 0     | 0      | 1                | 0                | 0                | 1                     | 0                     | 0                     | 2     | 0     | 0      |